# Spartina patens
Spartina patens  (лат.) — многолетнее травянистое растение; вид рода Spartina семейства Злаки. Растёт преимущественно в маршах в верхней части затопляемой зоны. В условиях пологого рельефа зачастую занимает обширные пространства, на которых выглядит как растрёпанная, помятая лужайка.
Во времена колонизации растение широко использовалось в качестве корма для домашнего скота, в частности его активно заготавливали на зиму (отсюда одно из англоязычных названий растения — salt marsh hay, «маршевое сено»). В настоящее время из растения изготавливают мульчу — органический материал, используемый в качестве защитного слоя в садоводстве.
Составляет существенную долю в рационе гусей и ондатр.

## Распространение
В Северной Америке распространено вдоль атлантического побережья от Квебека к югу до Флориды, к западу до южного Техаса, иногда встречается на берегах внутренних водоёмов в районе Великих озёр. Обычно во многих местах Карибского бассейна, в частности, на Каймановых островах. Интродуцировано на юге Европы. Основные биотопы связаны с полосой затопления во время прилива: марши, песчаные пляжи, приморские дюны, осушки. Растение практически не встречается выше 4 м над уровнем моря.
В сравнении с родственным Spartina alterniflora выбирает более высокие участки суши, в которые вода поступает только во время наиболее сильных (сигизийных) приливов. Толерантно к почвам с солёностью до 10 ‰ (промилле), в относительно короткие промежутки времени способно выдерживать воздействие морской воды с солёностью до 35 ‰. Кислотность почв варьирует от 3,7 до 7,9 pH.

## Ботаническое описание
Многолетнее травянистое растение высотой до 1,5 м (обычно 30—90 см), обычно растёт пучками в верхней части марша. Стебель тонкий, жёсткий, прямой либо слегка изогнутый, на ощупь гладкий либо слегка клейкий. Окрашен в тёмно-зелёный цвет, иногда с красноватым либо фиолетовым оттенком. В основании стебля имеется слабый участок, благодаря которому верхняя часть растения зачастую заваливается на бок — в массе со стороны это выглядит, как помятый, потрёпанный луг.
Листья узкие и длинные, широко отходят от стебля. Они окрашены в зелёный либо желтовато-зелёный цвет, имеют загнутые внутрь края и зачастую сворачиваются в трубочку. Ширина листовой пластинки 0,5—4 мм. Цветёт с конца июня по октябрь. Соцветие — метёлка в верхушечной части стебля длиной 3—15 см, состоит из 2—15 (обычно до 9) колосовидных ответвлений длиной 2—7 см, относительно стебля смещённых на одну сторону под углом в 45—60°. Длина колосков 7—17 мм. Семена разносятся ветром.
Растение имеет хорошо развитое горизонтальное корневище, с помощью которого бысто распространяется вокруг. Плотность побегов настолько высокая, что другим видам растений чрезвычайно трудно пробиться сквозь них. В отличие от Spartina alterniflora, отмершая наземная часть описываемого вида не смывается водой, а остаётся на месте и служит дополнительным удобрением.
Особенность растения «ложиться» на землю замедляет процесс испарения, благодаря чему земля под травой длительное время остаётся влажной. Этим же обусловлено сворачивание листа в трубочку.

## Галерея

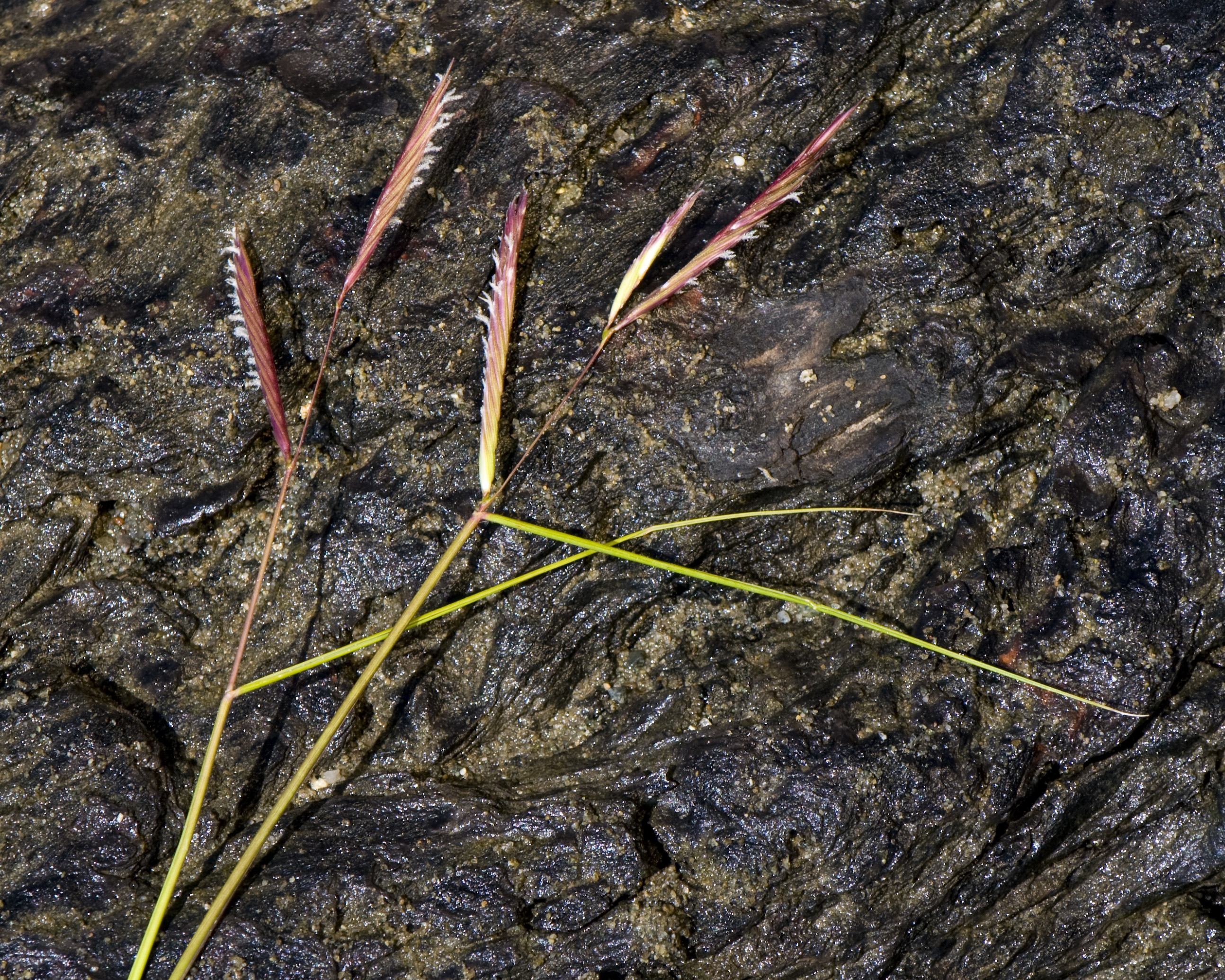
Соцветие
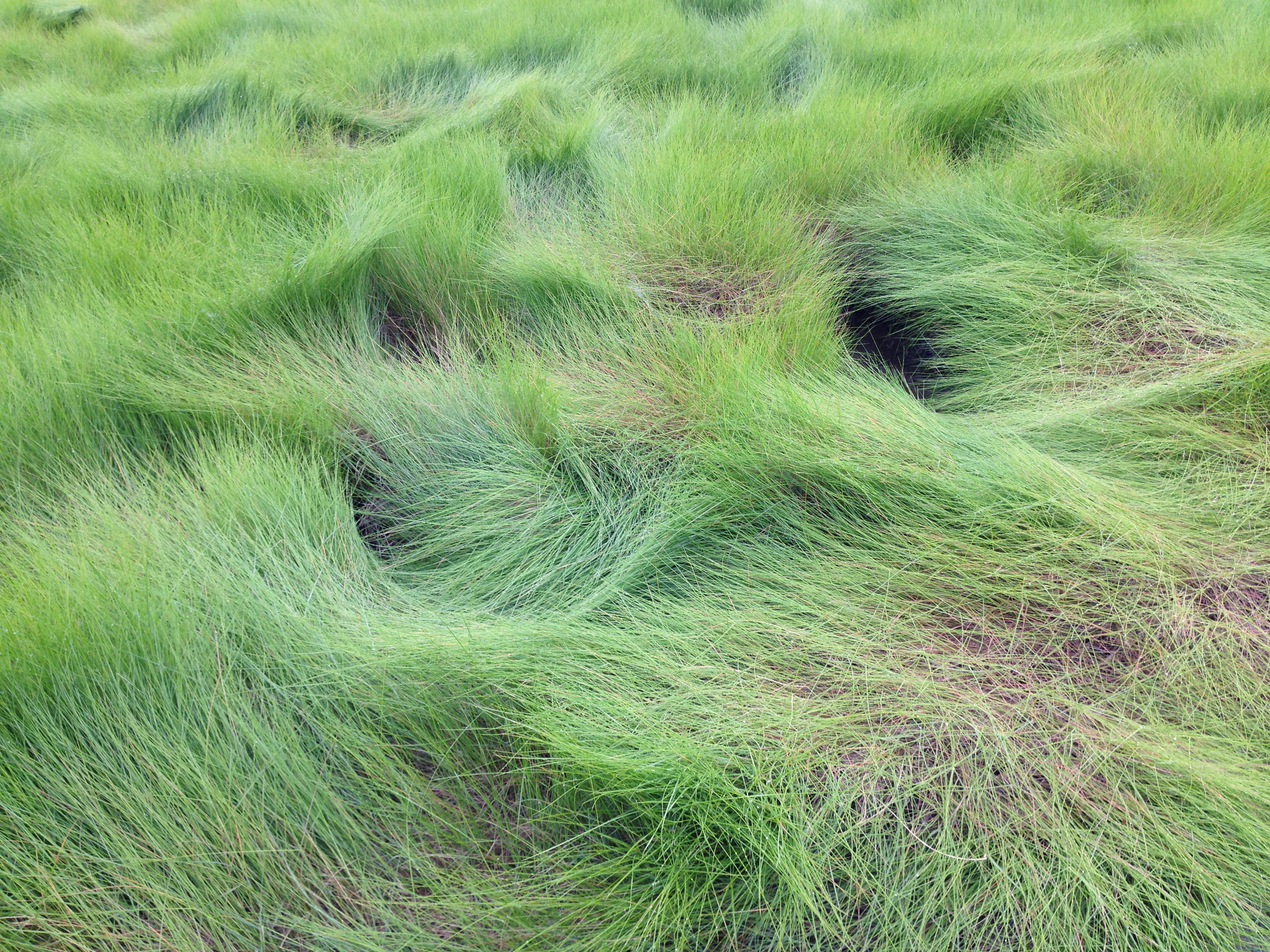
«Помятая» трава
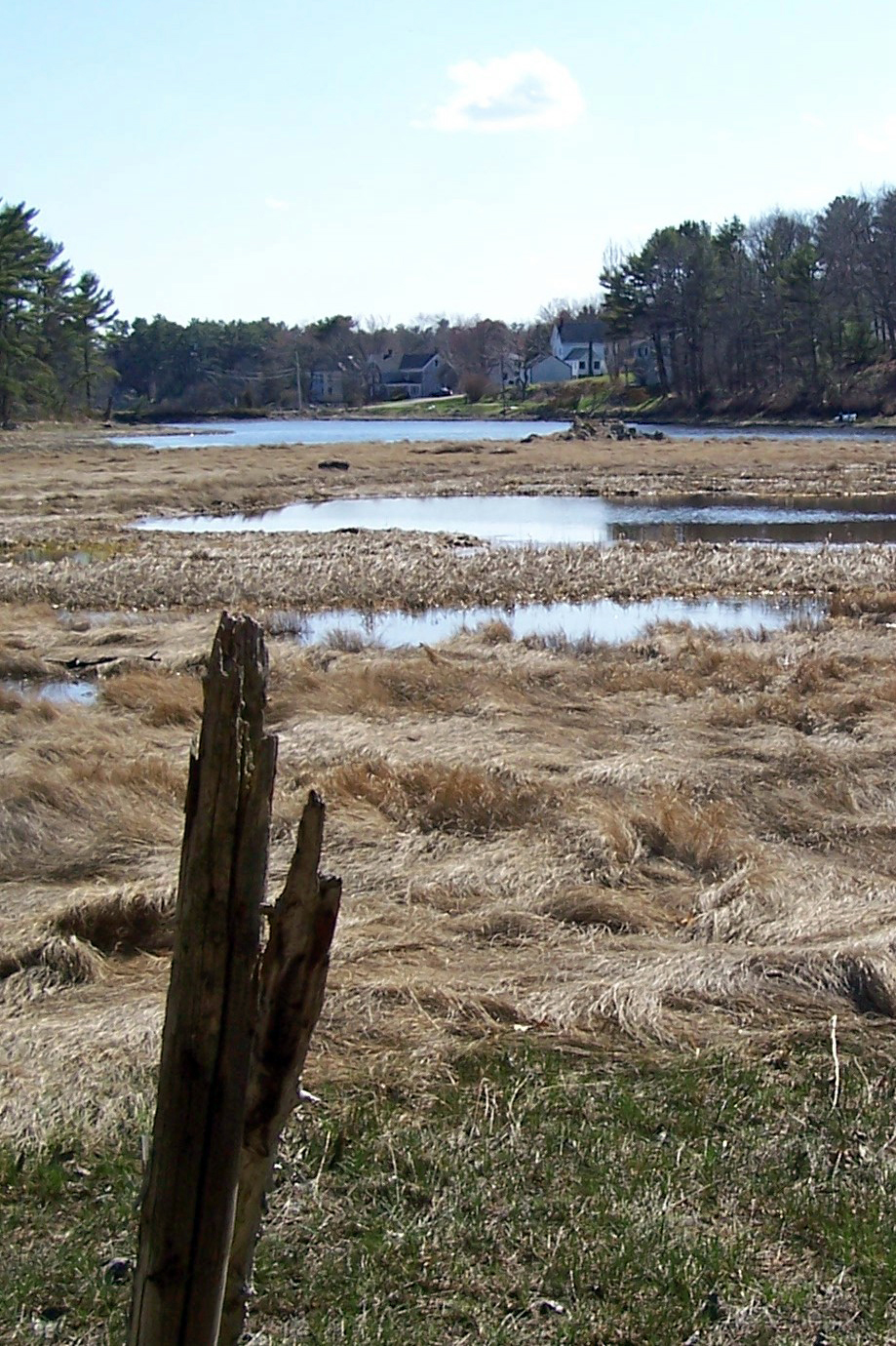
Апрель, сильный прилив
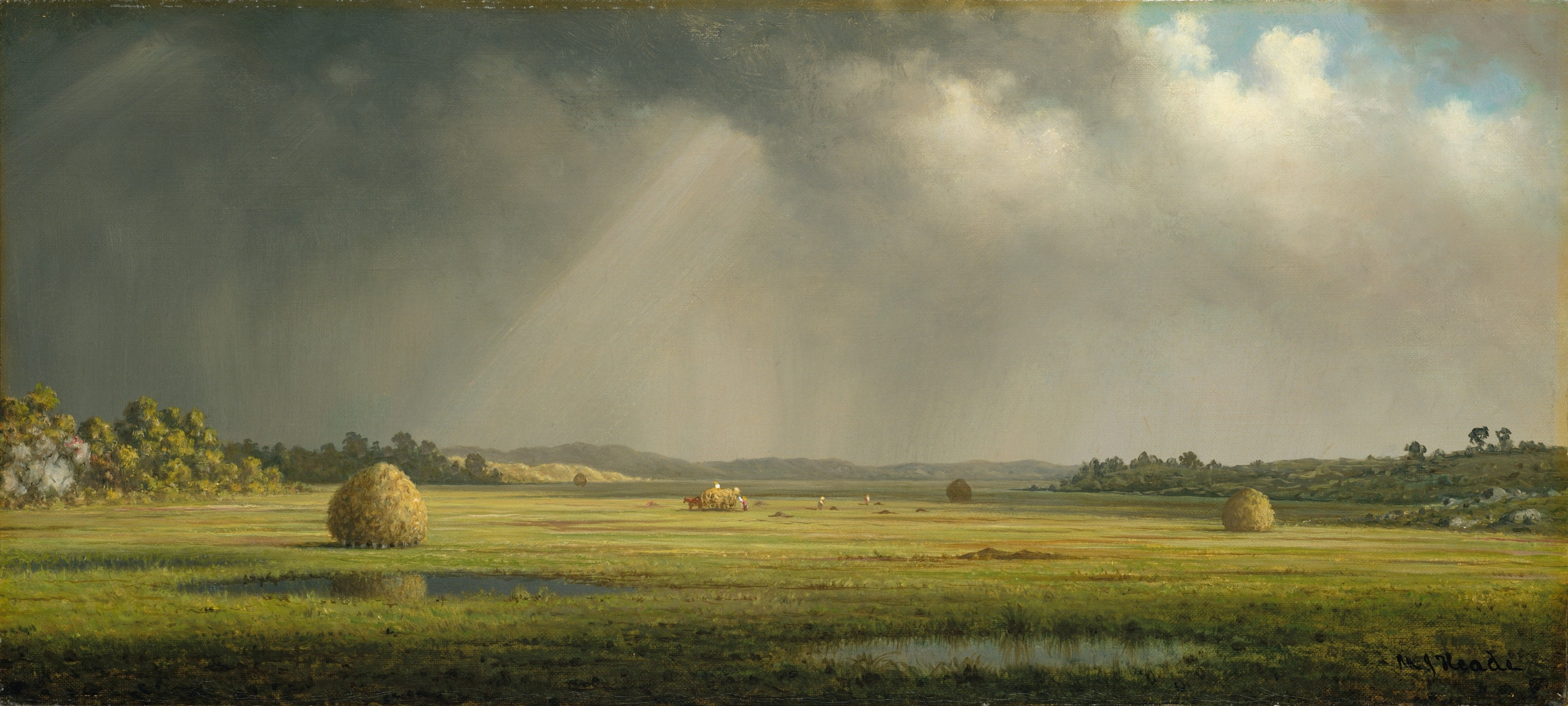
Картина Мартина Хеда «Луга Ньюберипорта»